# Cæsar (protestsanger)
 For alternative betydninger, se Cæsar. (Se også artikler, som begynder med Cæsar)
Cæsar alias Bjarne Bøgesø Rasmussen (født 15. maj 1938 i København, død 22. april 2000) var en dansk visesanger og musikant. Han blev især kendt for protestsangen Storkespringvandet (1966), og vintersangen “Sov du lille,” oversat fra oprindeligt svensk. Blandt viserne er der også Flickan fin fin og I Holmens gade, i røvens kælder kendte. Cæsar debuterede i det spirende miljø for folkemusik i Indre København, og via Karl Emil Knudsen fra det danske pladeselskab Sonet og Thøger Olesen, kom der hurtigt gang i karrieren. Kunstnernavnet "Cæsar" begyndte han at bruge da han optrådte som sanger på Bakkens Hvile. En række af hans "skurviser" vakte forargelse i det pæne Danmark, og blev først for alvor accepteret og genudgivet få år før hans død.
Cæsar har nogle gange optrådt som filmskuespiller. Hans største rolle var i musicalen Jeg er sgu min egen, hvor han bl.a. sang "Stilleleg for voksne" i duet med Daimi. Cæsar er repræsenteret i Danmarks kulturkanon med en anden sang fra samme film: "Duerne flyver"; den er listet under populærmusik. Han lavede også en række børneplader i samarbejde med Peter Abrahamsen.
I mange år var der ikke så stort officielt bud efter Cæsar, hvor han i stedet underviste i guitarspil.
Han er begravet på Sundby Kirkegård.

## Diskografi
Singler
- Cæsar Synger: "Næsten" & "Anderledes"
- Jorden I Flammer / Storkespringvandet(1965)
- Verdens Uheldigste Mand (1965)
- Jeg Drømte Mig En Drøm I Nat / Flade Jensen (1967)
- Tralalulalej (1973)
- Ole Olsen / Dybt i Jylland (1976)

EP'er
- Den lange Hr Jensen (1966)
- Potifar Forfra & Bagfra (1967)
- Bordel Mutters Viser - Nr.1 (1968)

Albums
- Terningen Er Kastet (1966)
- Ælle Bælle Mig Fortælle (1972)
- Dig Og Mig Og Vi To (1972)
- I Skoven Skulle Være Gilde (1975)
- Henriette
- Okker Gokker Gummiklokker
- Pelle Haleløs
- Elsker dig (1984)

Opsamlingsplader, koncertoptagelser m.m.
- Cæsar / Per Dich / Poul Dissing* - En Aften I Folke Klubben (1965)
- Lille Trine Trille & Tigrene
- Povl Dissing, Freddy Fræk, Cæsar & andre børn
- The Real Cæsar Hits (1994)

## Filmografi
- Jeg er sgu min egen (1967)
- Et døgn med Ilse (1971)
- Piger til søs (1977)
- Skytten (1977)

## Eksterne links
- Cæsar på gravsted.dk
- Cæsar på danskefilm.dk
- Cæsar (protestsanger) på Internet Movie Database (engelsk)
- Cæsar på Filmdatabasen
- Bjarne Cæsar Rasmussen på Filmdatabasen